# العلاقات الباكستانية اللاوسية
العلاقات الباكستانية اللاوسية هي العلاقات الثنائية التي تجمع بين باكستان ولاوس.

## مقارنة بين البلدين
هذه مقارنة عامة ومرجعية للدولتين:
| وجه المقارنة                                              | باكستان                     | لاوس        |
| --------------------------------------------------------- | --------------------------- | ----------- |
| المساحة (كم2)                                             | 881.91 ألف                  | 236.80 ألف  |
| عدد السكان (نسمة)                                         | 197.02 مليون                | 6.86 مليون  |
| الكثافة السكانية (ن./كم²)                                 | 223.4                       | 28.97       |
| العاصمة                                                   | إسلام آباد                  | فيينتيان    |
| اللغة الرسمية                                             | لغة إنجليزية، اللغة الأردية | اللغة اللاو |
| العملة                                                    | روبية باكستانية             | كيب لاوي    |
| الناتج المحلي الإجمالي (بليون دولار)                      | 304.95 مليار                | 16.85 مليار |
| الناتج المحلي الإجمالي (تعادل القوة الشرائية) بليون دولار | 946.67 مليار                | 38.71 مليار |
| الناتج المحلي الإجمالي الاسمي للفرد دولار أمريكي          | 1.43 ألف                    | 1.82 ألف    |
| الناتج المحلي الإجمالي للفرد دولار أمريكي                 | 4.81 ألف                    |             |
| مؤشر التنمية البشرية                                      | 0.538                       | 0.575       |
| رمز المكالمات الدولي                                      | +92                         | +856        |
| رمز الإنترنت                                              | .pk                         | .la         |
| المنطقة الزمنية                                           | ت ع م+05:00                 | ت ع م+07:00 |

## منظمات دولية مشتركة
يشترك البلدان في عضوية مجموعة من المنظمات الدولية، منها:
| علم المنظمة | اسم المنظمة                        | تاريخ انضمام باكستان | تاريخ انضمام لاوس |
| ----------- | ---------------------------------- | -------------------- | ----------------- |
|             | بنك التنمية الآسيوي                | 1966                 | 1966              |
|             | يونسكو                             | 14 سبتمبر 1949       | 9 يوليو 1951      |
|             | وكالة ضمان الاستثمار متعدد الأطراف | 12 أبريل 1988        | 5 أبريل 2000      |
|             | الأمم المتحدة                      | 30 سبتمبر 1947       | 14 ديسمبر 1955    |
|             | البنك الدولي للإنشاء والتعمير      | 11 يوليو 1950        | 5 يوليو 1961      |
|             | منتدى آسيان الإقليمي ‏              | ?                    | ?                 |
|             | منظمة حظر الأسلحة الكيميائية       | ?                    | ?                 |
|             | مؤسسة التمويل الدولية              | 20 يوليو 1956        | 29 يناير 1992     |
|             | منظمة الشرطة الجنائية الدولية      | ?                    | ?                 |

## وصلات خارجية
- موقع وزارة الخارجية الباكستانية
- موقع وزارة الخارجية اللاوسية